# Klaus Heitmann (Romanist)
Klaus Heitmann (* 5. Juli 1930 in Mülheim an der Ruhr; † 25. Dezember 2017 in Heidelberg) war ein deutscher Romanist.

## Leben
Heitmann promovierte 1955 an der Universität Freiburg bei Hugo Friedrich mit einer Studie zu Petrarca. Er habilitierte sich an der Universität Marburg mit der Arbeit „Der Immoralismus-Prozess gegen die französische Literatur im 19. Jahrhundert“. 1964 wurde er Professor für Romanistik an der TU Berlin, 1965 an der Universität Marburg und 1971 an der Universität Heidelberg. Hier blieb er bis zu seiner Emeritierung 1998.
Heitmann war Mitherausgeber der Fachzeitschriften Archiv für das Studium der neueren Sprachen und Südost-Forschungen sowie der Fachbuchreihe Studia Romanica.
Die Universitäten Bukarest und Galati verliehen ihm die Ehrendoktorwürde. Er war Ehrenmitglied des Rumänischen Schriftstellerverbandes und der Rumänischen Akademie.

## Werke (Auswahl)
- Fortuna und Virtus. Eine Studie zu Petrarcas Lebensweisheit. Böhlau, Köln 1958 (Studi italiani; 1).
- Der Immoralismus-Prozess gegen die französische Literatur im 19. Jahrhundert. Verlag Gehlen, Bad Homburg 1970 (Ars poetica/Studien; 9)
- Das französische Theater des 16. und 17. Jahrhunderts. Wiesbaden : Athenaion, 1977
- Der französische Realismus von Stendhal bis Flaubert. Wiesbaden : Athenaion, 1979
- Das Rumänenbild im deutschen Sprachraum 1775-1918. Eine imagologische Studie. Böhlau, Köln / Weimar / Wien 1985 (Studia Transylvanica; 12), ISBN 3-412-03885-7
- Spiegelungen – Romanistische Beiträge zur Imagologie. hrsg. von Gert Pinkernell und Oskar Roth unter Mitarbeit von Astrid Grewe und Renate Karst-Matausch. Winter, Heidelberg 1996 (Studia Romanica; 86), ISBN 3-8253-0384-5
- Das italienische Deutschlandbild in seiner Geschichte. Universitätsverlag Winter, Heidelberg (Studia Romanica). Bd. I: Von den Anfängen bis 1800. (2003, ISBN 978-3-8253-1490-3), Bd. II: Das lange 19. Jahrhundert. (2008, ISBN 978-3-8253-5470-1). Bd. III: Das kurze 20. Jahrhundert (1914-1989). (2012, ISBN 978-3-8253-6034-4)